# Mpiruka
Mpiruka è una circoscrizione rurale (rural ward) della Tanzania situata nel distretto di Nachingwea, regione di Lindi. Conta una popolazione di 5 766 abitanti (censimento 2012).